# Кристиан фон Ортенбург
Кристиан фон Ортенбург (на немски: Christian von Ortenburg; * 28 ноември 1616; † 11 септември 1684) е имперски граф на Ортенбург-Нойортенбург (1666 – 1684), господар на Зьолденау, Еглхам-Нойдек, губернатор на Амберг.

## Биография
Той е най-малкият син на граф Георг IV фон Ортенбург (1573 – 1627) и съпругата му графиня Анна Мария фон Лайнинген-Дагсбург-Фалкенбург († сл. 1631), дъщеря на граф Емих XI фон Лайнинген-Дагсбург-Фалкенбург (1540 – 1593) и фрайин Урсула фон Флекенщайн (1553 – 1595). Брат е на имперски граф Георг Райнхард фон Ортенбург (1658 – 1666), господар на графството Ортенбург.
Кристиан наследява брат си Георг Райнхард през 1666 г. Той умира бездетен на 11 септември 1684 на 67 години и е погребан в катедралата на Пасау.

## Фамилия
Кристиан фон Ортенбург се жени 1640 г. за Мария Катарина Фугер-Кирхберг-Вайсенхорн (* 25 януари 1609; † 9 юли 1685, погребана в Амберг), дъщеря на граф Йохан Фугер Стари, граф на Кирхберг, Боос, Бабенхаузен, Вайсенхорн (1583 – 1633) и Мария Елеонора фон Хоенцолерн (1586 – 1668), дъщеря на граф Карл II фон Хоенцолерн-Зигмаринген (1547 – 1606) и графиня Еуфросина фон Йотинген-Валерщайн (1552 – 1590). Бракът е бездетен.